# Jingjiu, Sichuan
Jingjiu är en socken i Kina. Den ligger i provinsen Sichuan, i den sydvästra delen av landet, omkring 370 kilometer sydväst om provinshuvudstaden Chengdu. Antalet invånare är 15 026. Befolkningen består av 6 746 kvinnor och 8 280 män. Barn under 15 år utgör 18,0 %, vuxna 15-64 år 74 %, och äldre över 65 år 7,0 %.
Genomsnittlig årsnederbörd är 1 324 millimeter. Den regnigaste månaden är juli, med i genomsnitt 315 mm nederbörd, och den torraste är januari, med 4 mm nederbörd.